# Ваньково (Большесельское сельское поселение)
В Большесельском районе есть ещё одна деревня Ваньково, в Вареговском сельском поселении.
Ваньково — деревня в Большесельском сельском поселении Большесельского района Ярославской области.

## Население
По данным статистического сборника «Сельские населенные пункты Ярославской области на 1 января 2007 года», в деревне Ваньково проживает 2 человека. По топокарте на 1981 год в деревне проживало 0,04 тыс. человек.

## География
Ваньково стоит на левом южном берегу Юхоти, это последний населённый пункт Большесельского района вниз по левому берегу Юхоти. Стоящая ниже Ваньково  деревня Еремейцево находится уже в Угличском районе. Деревня ориентирована перпендикулярно берегу реки. Берег западнее и восточнее деревни обозначен как обрывистый. Выше Ваньково по течению стоит деревня Лыткино. Деревня стоит на небольшом поле, окружённом заболоченными лесами.